# Дяківська сільська рада (Буринський район)
Дякі́вська сільська́ ра́да — адміністративно-територіальна одиниця та орган місцевого самоврядування в Буринському районі Сумської області. Адміністративний центр — село Дяківка.

## Загальні відомості
- Населення ради: 1 194 особи (станом на 2001 рік)

## Населені пункти
Сільській раді були підпорядковані населені пункти:
- с. Дяківка
- с. Гатка
- с-ще Жовтневе
- с-ще Кошарське
- с. Сапушине
- с. Шпокалка

### Колишні населені пункти
- с. Першотравневе, зняте з обліку 1988 року

## Склад ради
Рада складалася з 12 депутатів та голови.
- Голова ради: Мороз Володимир Петрович

### Керівний склад попередніх скликань
| Прізвище, ім'я, по батькові | Основні відомості                                                                       | Дата обрання | Дата звільнення |
| --------------------------- | --------------------------------------------------------------------------------------- | ------------ | --------------- |
| Мороз Володимир Петрович    | Сільський голова, 1947 року народження, освіта вища, член Соціалістичної партії України | 26.03.2006   | 31.10.2010      |
| Мороз Володимир Петрович    | Сільський голова, 1947 року народження, освіта вища                                     | 31.10.2010   |                 |

Примітка: таблиця складена за даними сайту Верховної Ради України

### Депутати
За результатами місцевих виборів 2010 року депутатами ради стали:

#### За суб'єктами висування
| Суб'єкт висування                                       | Кількість обраних депутатів | %    |
| ------------------------------------------------------- | --------------------------- | ---- |
| Партія регіонів                                         | 10                          | 83,3 |
| Політична партія Всеукраїнське об'єднання «Батьківщина» | 2                           | 16,7 |

#### За округами
| № округу                                                | Прізвище, ім'я, по батькові    | Дата визнання обраним | Освіта             | Партійна приналежність | Відомості про обраного депутата                          |
| ------------------------------------------------------- | ------------------------------ | --------------------- | ------------------ | ---------------------- | -------------------------------------------------------- |
| Партія регіонів                                         |                                |                       |                    |                        |                                                          |
| 1                                                       | Геращенко Олена Миколаївна     | 05.11.2010            | вища               | позапартійна           | Дяківський бібліотечний філіал, бібліотекар              |
| 2                                                       | Шелудченко Віталій Петрович    | 05.11.2010            | середня            | член Партії регіонів   | особисте селянське господарство                          |
| 3                                                       | Кислий Юрій Кузьмич            | 05.11.2010            | вища               | член Партії регіонів   | Дяківський навчально-виховний комплекс, вчитель          |
| 5                                                       | Лисенко Володимир Миколайович  | 05.11.2010            | середня            | член Партії регіонів   | Дяківський відділ поштового зв'язку, листоноша           |
| 6                                                       | Горбань Галина Миколаївна      | 05.11.2010            | середня спеціальна | позапартійна           | Дяківський фельдшерсько-акушерський пункт, завідувачка   |
| 8                                                       | Зайченко Наталія Олександрівна | 05.11.2010            | середня спеціальна | член Партії регіонів   | Дяківський сільський будинок культури, художній керівник |
| 9                                                       | Сержекно Зінаїда Олександрівна | 05.11.2010            | вища               | член Партії регіонів   | Дяківський навчально-виховний комплекс, вчитель          |
| 10                                                      | Кондрух Світлана Борисівна     | 05.11.2010            | вища               | член Партії регіонів   | Дяківська сільська рада, секретар                        |
| 11                                                      | Дермельов Юрій Дмитрович       | 05.11.2010            | середня            | член Партії регіонів   | станція Кошари, черговий                                 |
| 12                                                      | Бойченко Ольга Миколаївна      | 05.11.2010            | середня спеціальна | позапартійна           | Дяківська сільська рада, спеціаліст                      |
| Політична партія Всеукраїнське об'єднання «Батьківщина» |                                |                       |                    |                        |                                                          |
| 4                                                       | Мірошниченко Ольга Петрівна    | 05.11.2010            | середня спеціальна | позапартійна           | особисте селянське господарство                          |
| 7                                                       | Горбань Володимир Григорович   | 05.11.2010            | середня            | позапартійний          | Агрофірма «Вікторія», механізатор                        |